# Homoneura melanderi
Homoneura melanderi är en tvåvingeart som först beskrevs av Johnson 1914.  Homoneura melanderi ingår i släktet Homoneura och familjen lövflugor. Inga underarter finns listade i Catalogue of Life.